# Großsteingräber bei Wester-Ohrstedt
Die Großsteingräber bei Wester-Ohrstedt waren vermutlich drei megalithische Grabanlagen der jungsteinzeitlichen Nordgruppe der Trichterbecherkultur bei Wester-Ohrstedt im Kreis Nordfriesland in Schleswig-Holstein. Sie tragen die Fundplatznummern Wester-Ohrstedt LA 15, 22 und 26.

## Lage
Grab LA 26 befand sich in Ohrstedt-Bahnhof. An seinem Standort steht heute ein Kriegerdenkmal.

## Beschreibung

### Grab LA 15
Die Anlage besaß ein Hügelschüttung unbekannter Form und Größe. Ihre Reste wurden 1949 durch den Grundstücksbesitzer vollständig abgetragen. Dabei wurden die Reste einer steinernen Grabkammer entdeckt. Zur Orientierung, den Maßen und dem genauen Typ der Kammer liegen keine Angaben vor. In der Kammer wurden mehrere Keramikscherben gefunden, die sich zu zwei Trichterrandgefäßen und einer Schale rekonstruieren ließen. Eine unverzierte Scherbe wies den Abdruck eines Weizenkorns auf.
Neben der Kammer wurde eine Nachbestattung der jüngeren Bronzezeit gefunden. Sie bestand aus einer losen Steinpackung, in der eine Urne stand.

### Grab LA 22
Die Anlage besaß ein Hügelschüttung unbekannter Form und Größe, die sich Mitte des 20. Jahrhunderts nur noch als schwache Verfärbung und leichte Erhöhung im Gelände abzeichnete. Auf dem Hügel wurden zahlreiche Stücke verbrannten Feuersteins gefunden, die wohl vom Bodenpflaster einer zerstörten Grabkammer stammen.

### Grab LA 26
Die Anlage war Mitte des 20. Jahrhunderts bereits vollständig abgetragen. Über Form und Größe der Hügelschüttung liegen keine Informationen vor. Nach Angaben eines Anwohners befand sich in dem Hügel eine Grabkammer, der ein Gang vorgelagert war. Demnach dürfte die Kammer als Ganggrab anzusprechen sein. Die Orientierung und die Maße der Kammer sind nicht bekannt.